# Ben Acheampong
 (mai 2012).
Si vous disposez d'ouvrages ou d'articles de référence ou si vous connaissez des sites web de qualité traitant du thème abordé ici, merci de compléter l'article en donnant les références utiles à sa vérifiabilité et en les liant à la section « Notes et références ».
Benjamin Acheampong dit Ben Acheampong, né le 2 février 1939 et décédé en novembre 2019, est un footballeur ghanéen des années 1960.

## Carrière
Joueur de l'Asante Kotoko, il est international ghanéen. 
Il participe aux Jeux olympiques de 1964, où il joue trois des quatre matchs dans ce tournoi pour le Ghana en tant que titulaire. Il n'inscrit aucun but. Le Ghana est éliminé en quart-de-finale. Il participe ensuite à la CAN 1965, inscrivant trois buts, terminant co-meilleur buteur du tournoi. Il remporte ce tournoi. 
Avec son club, il remporte la Coupe des clubs champions africains 1970.